# Nicolas Joseph de Noyelles de Fleurimont
Pour les articles homonymes, voir Noyelle et Fleurimont.
Nicolas-Joseph de Noyelles de Fleurimont (Quimper, 31 octobre 1695 - Rochefort, 16 août 1761) est un officier militaire ayant œuvré très tôt dans sa carrière en Nouvelle-France. Il prit part à la guerre de Sept Ans.